# 石鼓文

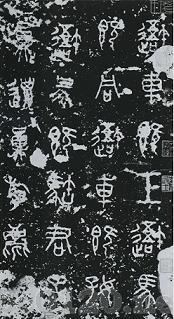
石鼓文第一鼓：車工·吾車篇

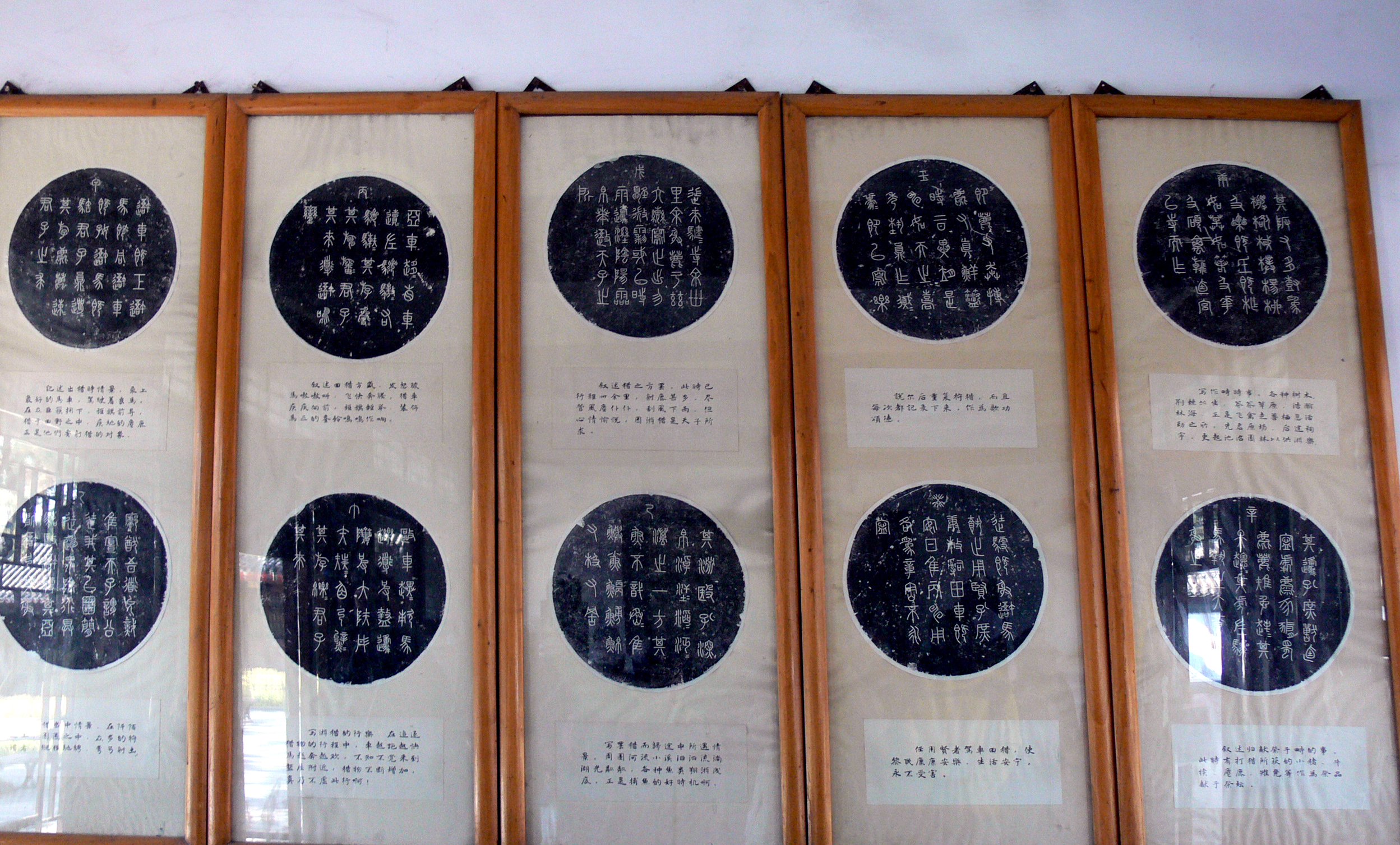
避暑山庄十面石鼓文

石鼓文处于承前启后的时期，承秦国书风，为小篆先声。石鼓文刻于十座花岗岩石上，因石墩形似鼓，故称为“石鼓”。石鼓文与金文有较大差别，具有明显的动感，是中国现存最早的刻石文字。
现存的石鼓文来自于唐朝收集的十石鼓，上面刻有文字。现存最早的拓片是宋朝流传下来的，当时认为是描述周穆王出猎的场面，后来的考古考证认为是秦穆公时代的作品，有的字已经残缺不全。当时由于尚没有发现甲骨文，所以被认为是中国最古老的文字。

## 溯源
石鼓文亦称“猎碣”或“雍邑刻石”，唐代初出土于天兴三畤原（今陕西省宝鸡市凤翔三畤原），唐代诗人韩愈曾作《石鼓歌》，其中有“周纲凌迟四海沸，宣王愤起挥天戈”的诗句。可见，在唐代普遍认为石鼓文出于周代。至宋代，欧阳修认为石鼓文为周宣王时期史籀所作。近代罗振玉《石鼓文考释》和马叙伦《石鼓文疏记》将石鼓文的历史缩短到了战国秦，认为是秦文公时期出现的。郭沫若又考证石鼓文的制作年代为秦襄公八年（公元前770年）。唐蘭則考證爲秦獻公十一年（公元前374年）。

## 流转
石鼓文历史上曾辗转流离。唐末至五代，战乱频繁，十面石鼓散于民间，到宋代时又集齐，为宋徽宗于大观二年（1108年）迁至汴京国学。后又为金人掳走。元代时再次记起收于北京文庙。至近代抗日战争时期，故宫博物院院长马衡等将石鼓迁到江南躲避战乱，抗战胜利后又运回北京。
另外清乾隆五十五年（1790年），乾隆帝曾令人仿刻十鼓兩套，重新編排文字爲十首詩，通稱「乾隆石鼓」，分別置於北京孔廟和熱河文廟（今存承德避暑山莊博物館）。

## 拓本與僞作
石鼓文拓本有天一閣宋拓，咸豐十年（1860）毀於兵燹。阮元曾於嘉慶二年（1797）、嘉慶十一年（1806）分別重刻於杭州、揚州府學。
另有民國初年突然現世的所謂明代安國藏「十鼓齋」宋代拓本十種，其中先鋒本、中權本、後勁本最爲精善。民國十年（1921）經河井荃廬掌眼，爲三井財閥的三井高堅購得，收藏於聽冰閣（今三井美術館）。郭沫若在日本看到三種拓本照片，據此發表著作《石鼓文研究》。近一個世紀以來關於石鼓文的文字學、書法研習也多基於先鋒本、中權本、後勁本的影印版。二十世紀九十年代日本二玄社「原色法帖」系列亦曾彩色影印。
據馬成名考證，所謂安國舊藏宋拓本石鼓文係民國上海藝苑真賞社主人秦文錦僞造。證據包括：倪瓚、浦源、安國等人題跋內容矛盾、時間錯亂，存在從其他文書集字現象；安國收藏印與其他傳世收藏品鈐印無任何交叉；石花不自然；翻刻筆畫交代不清，與傳世原石拓本牴牾；當年作僞廢棄不用本現世，僞印易位；秦氏後人聲稱祖父曾坦言作僞售予日本人。並且證明了同一批現世、蓋有大量相同安國僞印的所謂宋拓秦泰山刻石53字本（今藏三井美術館）、165字本（今藏日本東京台東區立書道博物館）也都是上海藝苑真賞社僞造的翻刻本。
中國嘉德2018年秋季拍賣會出現安思遠舊藏元明間石鼓文拓本，其「黃帛」二字間無缺損，證明此處有缺損的日藏先鋒本、中權本、後勁本皆是僞作。上海圖書館2019年舉辦「石鼓文善本新春大展」，亦取消展出所謂宋拓本。

## 书体特征
石鼓文上承西周金文，下启秦代小篆，与先秦时期的大篆又有所不同，可以说是大篆与小篆之间的一种书体。其笔法方正、均衡，布局紧凑，笔法圆阔，极为周致。为历代习篆书家所喜爱。

## 石鼓文的传承
石鼓文对后世的书法与绘画艺术有着非常重大的影响，不少杰出的书画家如：杨沂孙、吴大澂、鄧散木、吴昌硕、朱宣咸、熊国英、曹宇、王福庵等都长期研究石鼓文艺术，并将其作为自己书法艺术的重要养分，进而融入进自己的《石鼓文》书法，朱宣咸(作)绘画艺术之中。